# Шноре, Эдвинс
Э́двинс Шно́ре (латыш. Edvīns Šnore; род. 21 марта 1974 года, Саулкрасты) — латвийский политолог и кинорежиссёр, кавалер латвийского Ордена Трёх звёзд и эстонского Ордена Креста земли Марии. В России получил известность после выхода документального фильма «Советская история».

## Биография
Родители режиссёра проживали в Кулдиге. Шноре окончил среднюю школу в Риге. Симпатизировал Народному фронту Латвии. Высшее образование получил в Норвегии. Как исследователь, Шноре в течение 10-и лет собирал материалы в архивах Германии (Бундесархив), Англии (архив ITN), Латвии и других стран для фильма «Советская история», ставшего его дебютной работой в области кино. За фильм был удостоен высшей государственной награды Латвии — Ордена Трёх звёзд (4 степени, 14 октября 2008 г.) и государственной награды Эстонии — Ордена Креста земли Марии (4 степени, 2 апреля 2009 г.). По состоянию на август 2010 г. Шноре работал над диссертацией на тему отношения западных стран к Голодомору.
В 2014 году был выдвинут в Европарламент от Национального объединения. Высказывания Шноре в ходе предвыборной кампании Европейская сеть против расизма расценила как «скрытое подстрекательство к ненависти, предубеждениям или дискриминации» против языковых меньшинств. В апреле 2014 года возглавил государственную Комиссию по подсчету ущерба от советской оккупации.
В 2017 году в предвыборной газете написал: «Как в свое время сказал министр общественных дел Алфредс Берзиньш, если один раз запустишь русскую вошь в шубу, то извлечь её оттуда будет трудно. И действительно мы видим, что прибывшие во время СССР русскоязычные хотя постоянно и ругают Латвию, но при этом не уезжают». Получил предупреждение от комиссии Сейма по мандатам, этике и заявлениям — самое мягкое из предусмотренных регламентом наказаний. МИД России сообщил, что «высказывания известного в Латвии депутата-русофоба Э. Шноре не остались без внимания и будут учтены в нашей дальнейшей работе по выстраиванию двусторонних отношений». Статья Шноре и мягкая реакция на неё этической комиссии парламента вызвали критику Европейской комиссии по борьбе с расизмом и нетерпимостью и Консультативного комитета Рамочной конвенции о защите национальных меньшинств.